# Jos van Katwijk
Jos van Katwijk (* in Sint Anthonis) ist ein niederländischer Kunst- und Antiquitätenhändler.

## Leben und Werk
Jos van Katwijk besuchte zunächst die Scholengemeenschap Stevensbeek und ab 1985 die Middelbare Hotelschool Heerlen. In Venray betrieb er ein Sportcafé und Restaurant. Seit 2015 führt er den Antiquitätenhandel Jos met Stijl in einer ehemaligen Notkirche in Overloon, vormals (seit 2010) Jos Tweedehands.
Von 2019 bis 2020 trat Jos van Katwijk in der niederländischen Trödelshow Cash or Trash als Händler auf. Seit Oktober 2022 ist er im Händlerraum der deutschen Sendereihe Bares für Rares zu sehen.